# Петър Дилов (кмет)
Петър Коцев Дилов е български учител и политик, кмет на Ботевград в периода декември 1944 – юни 1949 г.

## Биография
Роден е в село Литаково. По време на неговия мандат като кмет са съставени облагателни списъци за събиране на данъци. В сградата на Земеделското училище са настанени югославски деца, които са останали сираци през Втората световна война. В този период са унищожени всички безстопанствени кучета. Започват строежите на сгради за средния курс на Единното училище и на Природо-математическа гимназия „Акад. проф. д-р Асен Златаров“. През 1946 г. е открита първата детска грасина в града, както и Родилен дом и Общинска аптека. По това време се извършва Национализация на частните предприятия. В Ботевград са създадени „Хоремаг“ и „Прозит“.